# Berles-Monchel
Berles-Monchel ist eine französische Gemeinde mit 487 Einwohnern (Stand 1. Januar 2022) im Département Pas-de-Calais. Sie gehört zum Arrondissement Arras und zum Kanton Avesnes-le-Comte. Die Einwohner werden Berlois genannt.

## Lage
Die Gemeinde Berles-Monchel liegt an der Quelle der Scarpe am Südostrand des Artois, 18 Kilometer westnordwestlich von Arras. Nachbargemeinden von Berles-Monchel sind Villers-Brûlin im Norden, Savy-Berlette im Osten, Tilloy-lès-Hermaville im Südosten, Izel-lès-Hameau im Süden Penin im Südwesten sowie Tincques im Nordwesten.

## Bevölkerungsentwicklung
| Jahr                       | 1962 | 1968 | 1975 | 1982 | 1990 | 1999 | 2006 | 2012 | 2022 |
| Einwohner                  | 359  | 361  | 347  | 349  | 434  | 440  | 455  | 493  | 487  |
| Quellen: Cassini und INSEE |      |      |      |      |      |      |      |      |      |

## Sehenswürdigkeiten
- Kirche Saint-Léger aus dem 16. Jahrhundert
- Kapelle Notre-Dame-de-Lourdes
- Kapelle Saint-Gengoult
- Schloss

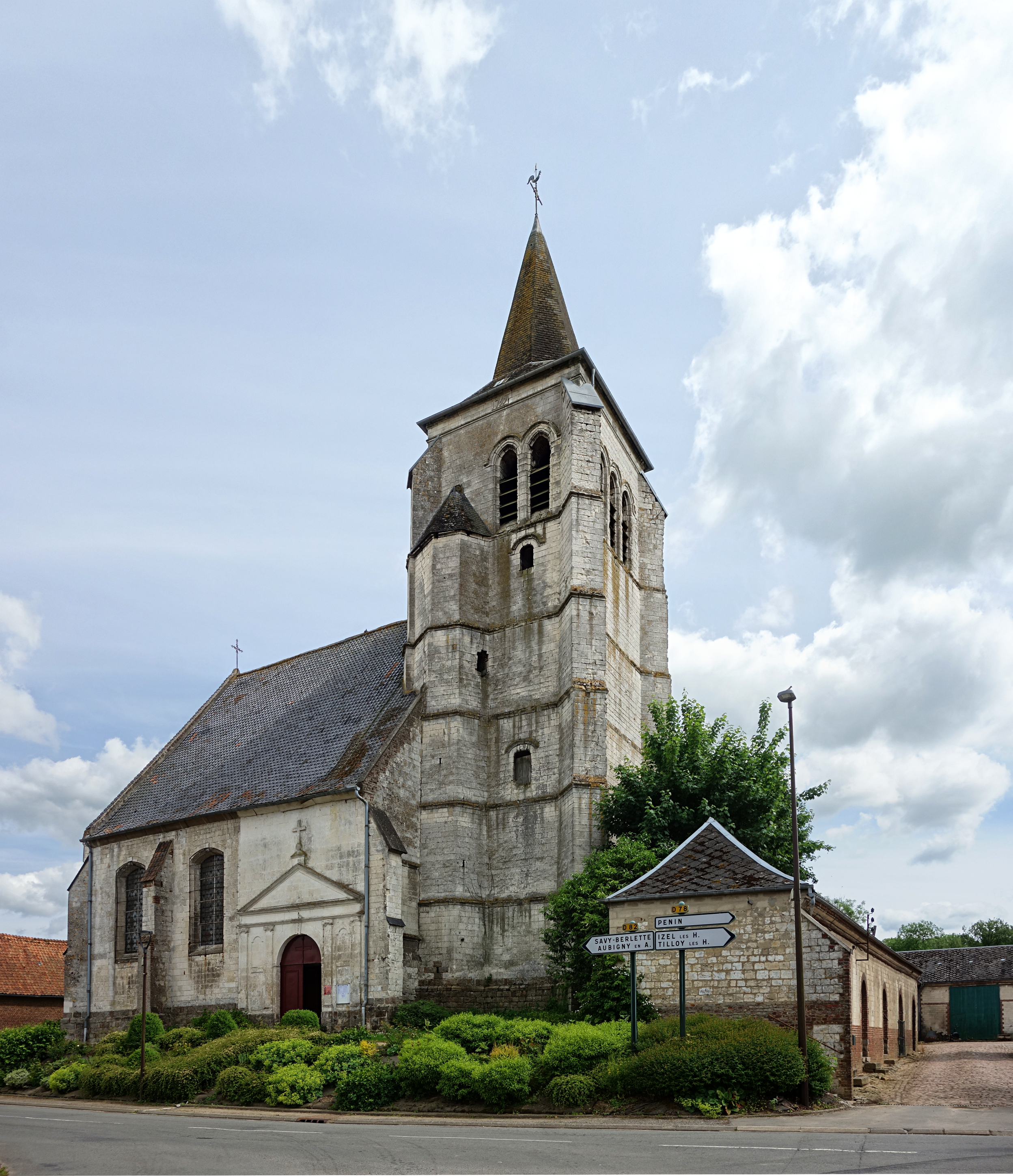
Kirche Saint-Léger
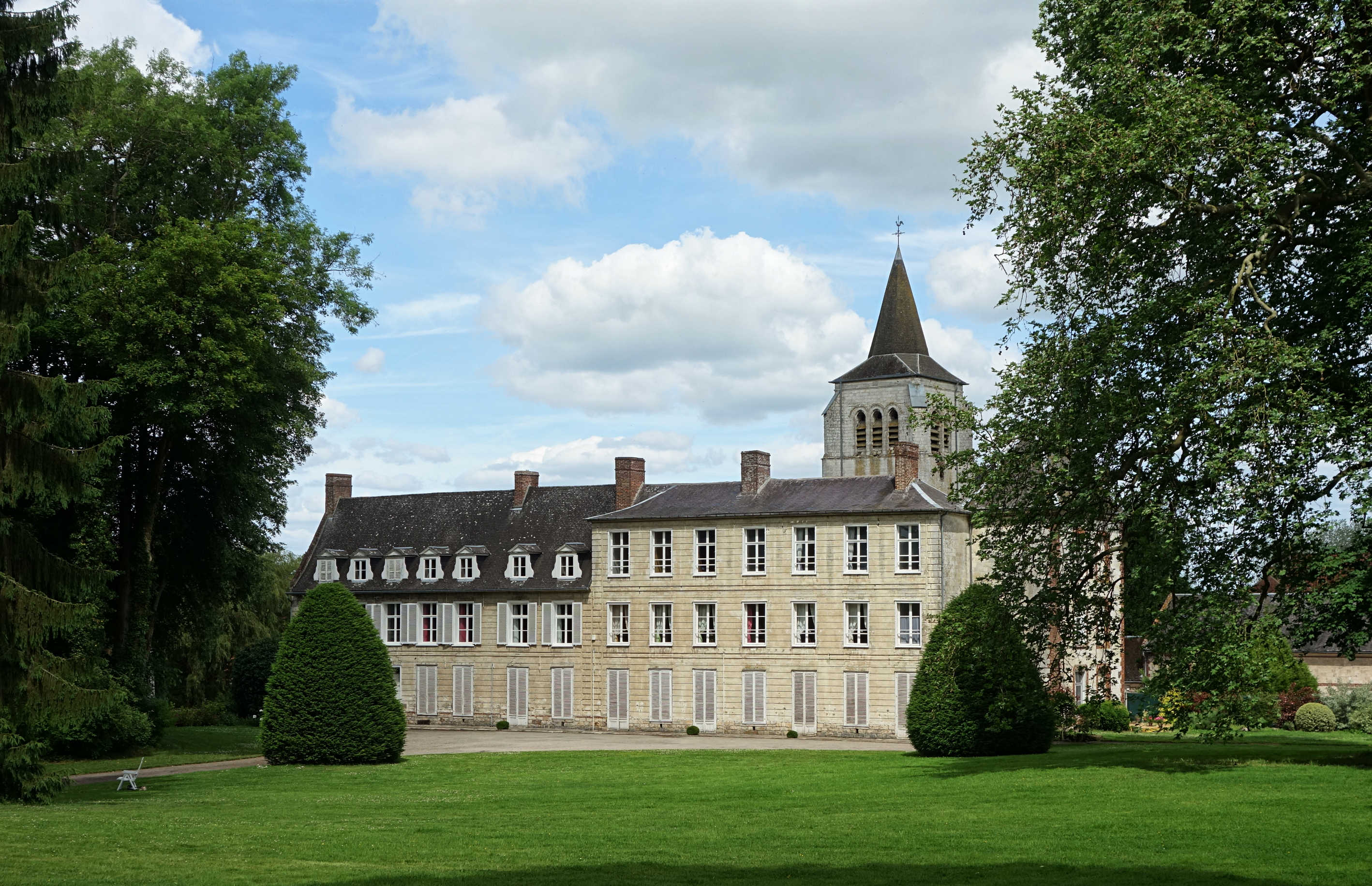
Schloss
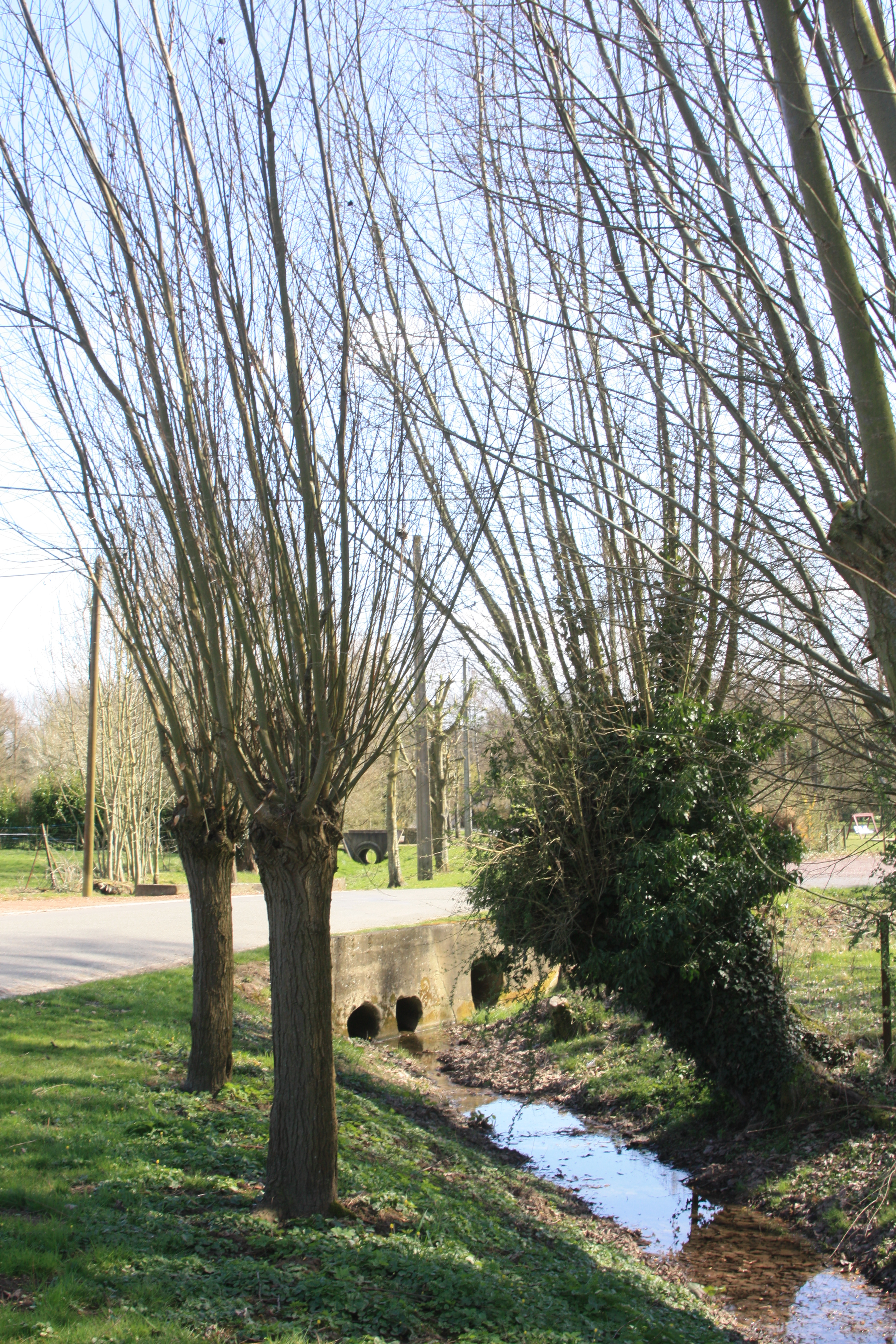
Quelle der Scarpe